# Энергетика Японии
Энергетика Японии — запасы энергоносителей и объекты энергетики Японии.

## Энергоносители
Суммарные извлекаемые запасы энергоносителей Японии, опубликованные на сайте EES EAEC по данным U.S. Energy Information Administration (на декабрь 2015) составляют около 0,31 млрд тут (в угольном эквиваленте) или 0,025 % от общемировых (179 стран).
Сравнительная диаграмма внутреннего потребления Японией первичных энергоносителей за 1973, 2010 и 2017 FY объясняет тенденции, происходившие в топливно-энергетическом комплексе страны в период c 1973 по 2017 FY (FY — фискальный год: с 1 апреля по 31 марта).

Сравнительная диаграмма внутреннего потребления первичных энергоносителей за 1973, 2010 и 2017 FY, проценты

Зависимость от органического топлива во внутреннем потреблении первичных энергоносителей Японии за 1973 FY (нефтяной кризис) составила — 94 %, 2010 FY (предшествующему 11 марта 2011 г.) — 81,2 % и 2017 FY — 87,4 %.
Следует указать, что если в 2010 FY доля ядерной энергии в структуре потребления первичных энергоносителей составляла 11,2 %, то к 2017 FY  (постфукусима) она снизилась до 1,4 %. При этом, в сравнении с 1973 FY, значительно сократилась доля сырой нефти  с 75,5 % до 39 % в 2017 FY и резко возросла доля сжиженного природного газа (СПГ) с 1,6 % до 23,4 % за отмеченный период.
Главной, принципиальной особенностью политики Японии по импорту органического топлива является его диверсификация, что иллюстрируется нижеследующей диаграммой

Доли стран-экспортеров в поставки органического топлива за 2018 FY, проценты

Изменения в структуре поставок органического топлива, а также изменения в средних ценах на сырую нефть привели, в том числе, к существенному изменению структуры выработки электрической энергии и сравнительно незначительным изменениям в средних ценах на электроэнергию.
Так, в 2018 FY в сравнении с 1980 FY увеличилось производство электроэнергии 
на угольных электростанциях — с 21,9 до 332,3 млрд кВт∙ч; 
электростанциях, сжигающих газ (СПГ) с 74,7 до 402,9 млрд кВт∙ч; 
на возобновляемых источниках энергии (без гидроэлектростанций) — c 0,9 до 96,3 млрд кВт∙ч, 
при сокращении выработки на электростанциях, сжигающих жидкое топливо — с 221,0 до 73,7 млрд кВт∙ч, и на атомных электростанциях — с 82,0 до 64,9 млрд кВт∙ч

## Электроэнергетика
Базовую основу электроэнергетики Японии, несмотря на продолжающиеся реформы и либерализацию, все ещё составляют 10 горизонтально-интегрированных энергетических компаний страны.
Создание в апреле 2015 г. OCCTO (Organization for Cross-regional Coordination of Transmission Operators) — принципиальный и наиболее важный этап реформы электроэнергетики страны после землетрясения 11 марта 2011 г., связанный с обеспечением устойчивости и надежности национальной системы и оптимизации режимов.

## Гидроэнергетика
Мощность гидроэнергетики в 2023 году составляла 50 033 МВт.

## Атомная энергетика
Первый ядерный реактор, установленной мощностью-брутто 13 МВт (JPDR — Japan Power Demonstration Reactor — тип BWR) в Tokaimura был начат строительством 1 декабря 1960 г. С этой даты начинается ввод, а с 15 февраля 1963 — промышленная эксплуатация атомных электростанций (АЭС) в стране.

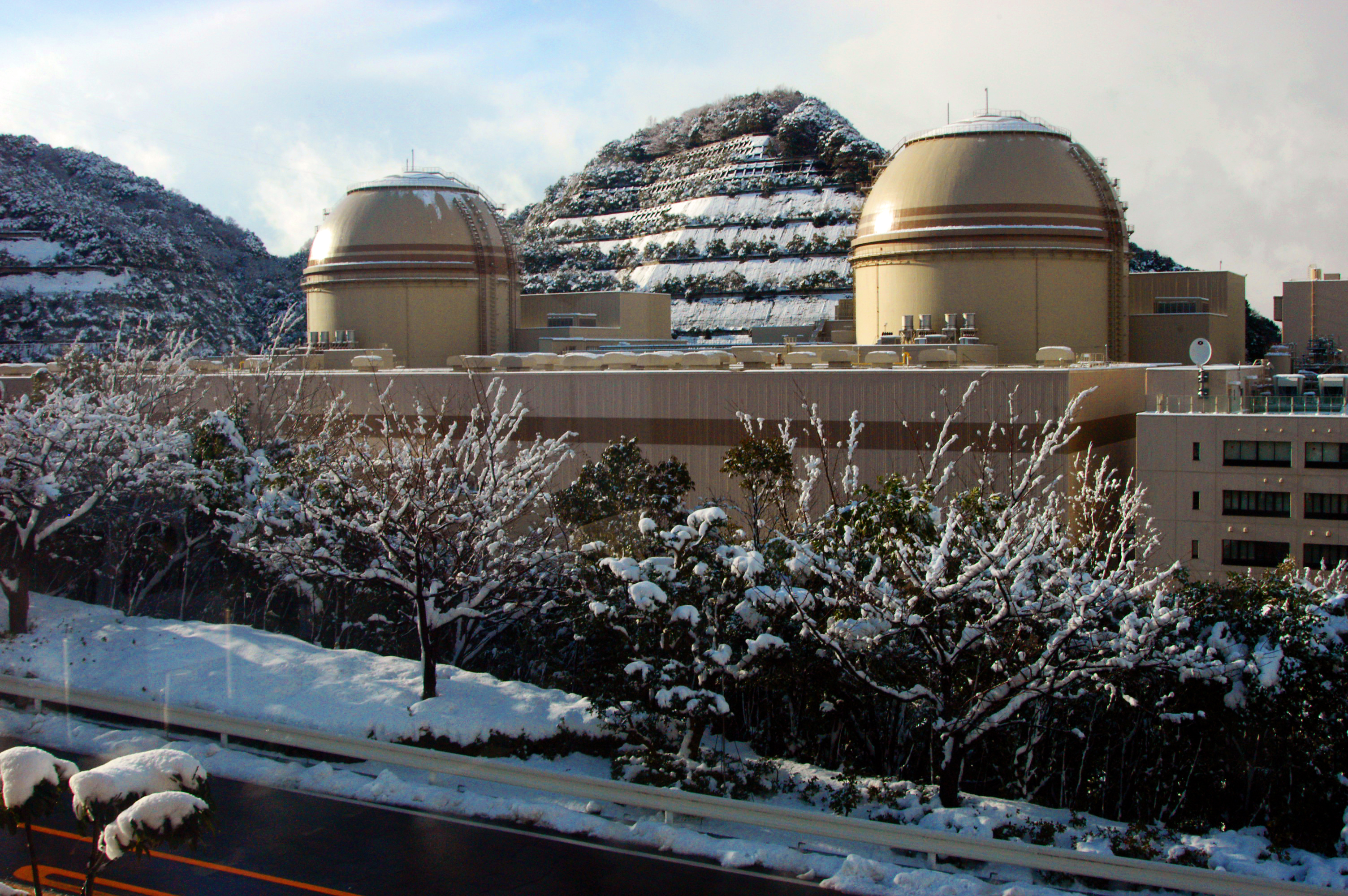
АЭС Ои

С 1973 года ядерная энергетика была национальным стратегическим приоритетом в Японии, как страны в значительной степени зависящей от импорта топлива. При этом, с самого начала выражалась обеспокоенность по поводу способности атомных станций Японии выдерживать высокую сейсмическую активность. 
Япония являлась лидером атомной энергетики (наряду с США, Франция и др).
Ныне временно остановленная японская АЭС Касивадзаки-Карива (с  1985 года) являлась крупнейшей действующей в мире АЭС (до ввода южнокорейской АЭС Кори).
март 2011: Авария на АЭС Фукусима-1
Если в 2010 г. доля ядерной энергии в структуре потребления первичных энергоносителей составляла 11,2 %, то к 2017 г. (постфукусима) она снизилась до 1,4 %.
Данные на 2020 г.:
- Мощность, МВт: 36 476
- Выработка, ГВт·ч: 65681,92
- Доля: 7,5 %
- Блоков: 38

Действующие АЭС страны на 1 января 2021 г. и их основные характеристики приведены в таблице 2
| Таблица 2. Действующие АЭС Японии на 1 января 2021 г. |                    |                      |                                   |                                    |
| № п/п                                                 | Наименование АЭС   | Количество реакторов | Установленная мощность-нетто, МВт | Установленная мощность-брутто, МВт |
| 1                                                     | Genkai             | 2                    | 2254                              | 2360                               |
| 2                                                     | Hamaoka            | 3                    | 3473                              | 3617                               |
| 3                                                     | Higashidōri        | 1                    | 1067                              | 1100                               |
| 4                                                     | Ikata              | 1                    | 846                               | 890                                |
| 5                                                     | Kashiwazaki Kariwa | 7                    | 7965                              | 8212                               |
| 6                                                     | Mihama             | 1                    | 780                               | 826                                |
| 7                                                     | Ohi                | 2                    | 2254                              | 2360                               |
| 8                                                     | Onagawa            | 2                    | 1592                              | 1650                               |
| 9                                                     | Sendai             | 2                    | 1692                              | 1780                               |
| 10                                                    | Shika              | 2                    | 1613                              | 1746                               |
| 11                                                    | Shimane            | 1                    | 789                               | 820                                |
| 12                                                    | Takahama           | 4                    | 3220                              | 3392                               |
| 13                                                    | Tokai              | 1                    | 1060                              | 1100                               |
| 14                                                    | Tomari             | 3                    | 1966                              | 2070                               |
| 15                                                    | Tsuruga            | 1                    | 1108                              | 1160                               |
|                                                       | Япония — всего     | 33                   | 31679                             | 33083                              |

По состоянию на 1 января 2021 г. в эксплуатации находятся 33 реактора суммарной установленной мощностью-брутто — 33 083 МВт (установленная мощность-нетто — 31 679 МВт), в том числе: 
- 17 реакторов типа BWR; установленная мощность-брутто — 18 425 МВт (нетто — 17 559 МВт);
- 16 реакторов типа PWR; установленная мощность-брутто — 14 838 МВт (нетто — 14 120 МВт)

## Возобновляемая энергия
Мощность возобновляемой энергетики в 2023 году составляла 127 328 МВт.

### Биогаз
В 2023 году мощность биогаза составила 108 МВт.

### Биоэнергетика
В 2023 году мощность биоэнергетики составляла 6 384 МВт.

### Ветроэнергетика
В 2023 году мощность ветроэнергетики составляла 5 232 МВт.

### Солнечная
В 1982 году в городах Японии начали устанавливать уличные часы, работавшие от солнечных батарей.
В 2023 году мощность солнечной энергетики составляла 87 068 МВт.

### Геотермальная
В 2023 год мощность геотермальной энергетики составляла 428 МВт.

## Водородная
Имеется долгосрочная стратегия Японии по переходу страны на водород как «основной источник энергии» в энергетическом балансе страны. Переход начинался с инициатив бизнеса и во все большей степени поддерживается в различной форме правительством.
До конца текущего финансового года в Японии (31 марта 2022 года) группа японских компаний проведет технико-экономическое обоснование транспортировки водорода из Австралии в Японию с использованием недавно построенного танкера для перевозки сжиженного водорода (первого в мире)..